# Luso Delgado
Luis Eduardo Delgado Pacheco (Zaragoza, Aragón, España, 4 de diciembre de 1984), conocido futbolísticamente como Luso, es un futbolista español que juega en la posición de centrocampista y su equipo es el C. D. La Almunia de la Tercera Federación.

## Trayectoria
Formado en la cantera del Real Zaragoza, jugando principalmente como lateral sumándose con facilidad al ataque. Tras pasar por varios equipos de la Segunda B, sobre todo en Cataluña, firmó en 2010 con el Girona F. C. dando un paso de gigante al fútbol profesional.
Se comprometió en la temporada 2010-11 con el Girona F. C., tras ser una de las piezas claves en la gran temporada cuajada por el Sant Andreu en Segunda División B y para reforzar la posición de lateral derecho, viviendo con el Girona su primera experiencia en Segunda.
Tras 3 temporadas defendiendo la camiseta del Girona, fue contratado en la temporada 2013-14 por el Córdoba C. F., club con el que ese mismo año ascendió a la Primera División de España.

## Clubes
| Club                   | País   | Año       |
| ---------------------- | ------ | --------- |
| Real Zaragoza "C"      | España | 2003-2004 |
| Real Zaragoza "B"      | España | 2004-2006 |
| U. E. Figueres         | España | 2006      |
| U. E. Rapitenca        | España | 2006-2007 |
| U. E. Sant Andreu      | España | 2007-2010 |
| Girona F. C.           | España | 2010-2013 |
| Córdoba C. F.          | España | 2013-2017 |
| S. D. Huesca           | España | 2017-2018 |
| C. F. Rayo Majadahonda | España | 2018-2019 |
| Lleida Esportiu        | España | 2019-2020 |
| C. D. Tudelano         | España | 2020-2021 |
| S. D. Ejea             | España | 2021-2022 |
| C. D. La Almunia       | España | 2022-     |